# Manuel A. Alonso
Manuel Antonio Alonso Pacheco (San Juan, Puerto Rico, 6 de octubre de 1822 - San Juan, Puerto Rico, 4 de noviembre de 1889) fue un escritor y médico puertorriqueño.
Se le considera una de las primeras figuras literarias del Romanticismo antillano.

## Progenitores
Manuel Alonso era hijo de don Juan Francisco Alonso, militar gallego, y de doña María de África de Pacheco, española de origen, nacida en Ceuta.

## Infancia
La infancia de Alonso transcurrió en San Juan hasta el 1826, año en que la familia se trasladó a la ciudad del Turabo, Gurabo. Allí 
estudió en el Seminario Conciliar de San Juan.

## Formación académica
El 22 de octubre de 1842 ingresa en la Universidad Condal de Barcelona donde completó el bachillerato en Filosofía. En 1848 se doctoró en medicina y cirugía. En 1849 se publicó en Madrid su obra El Gíbaro (escrito con "G").

## Regreso a Puerto Rico
En 1849 Manuel A. Alonso regresa a su patria, y se instala en Caguas, donde ejerce su profesión galénica y continúa, en sus ratos de ocio, su afición literaria y periodística. Residió en España en dos ocasiones más, entre 1858 y 1861 y luego entre 1866 y 1871, donde ejerció la medicina.
En 1871 se convierte en director del Asilo de Beneficencia de Caguas, cargo que mantiene hasta su muerte. 

## Obras
- El Gíbaro Cuadro de costumbres de la isla de Puerto Rico (Barcelona: Imprenta de Juan Olivares, 1849)
- Aguinaldo puertorriqueño
- Álbum puertorriqueño
- Puerto Rico y sus costumbres